# Sułowo (Ermland-Mazurië)

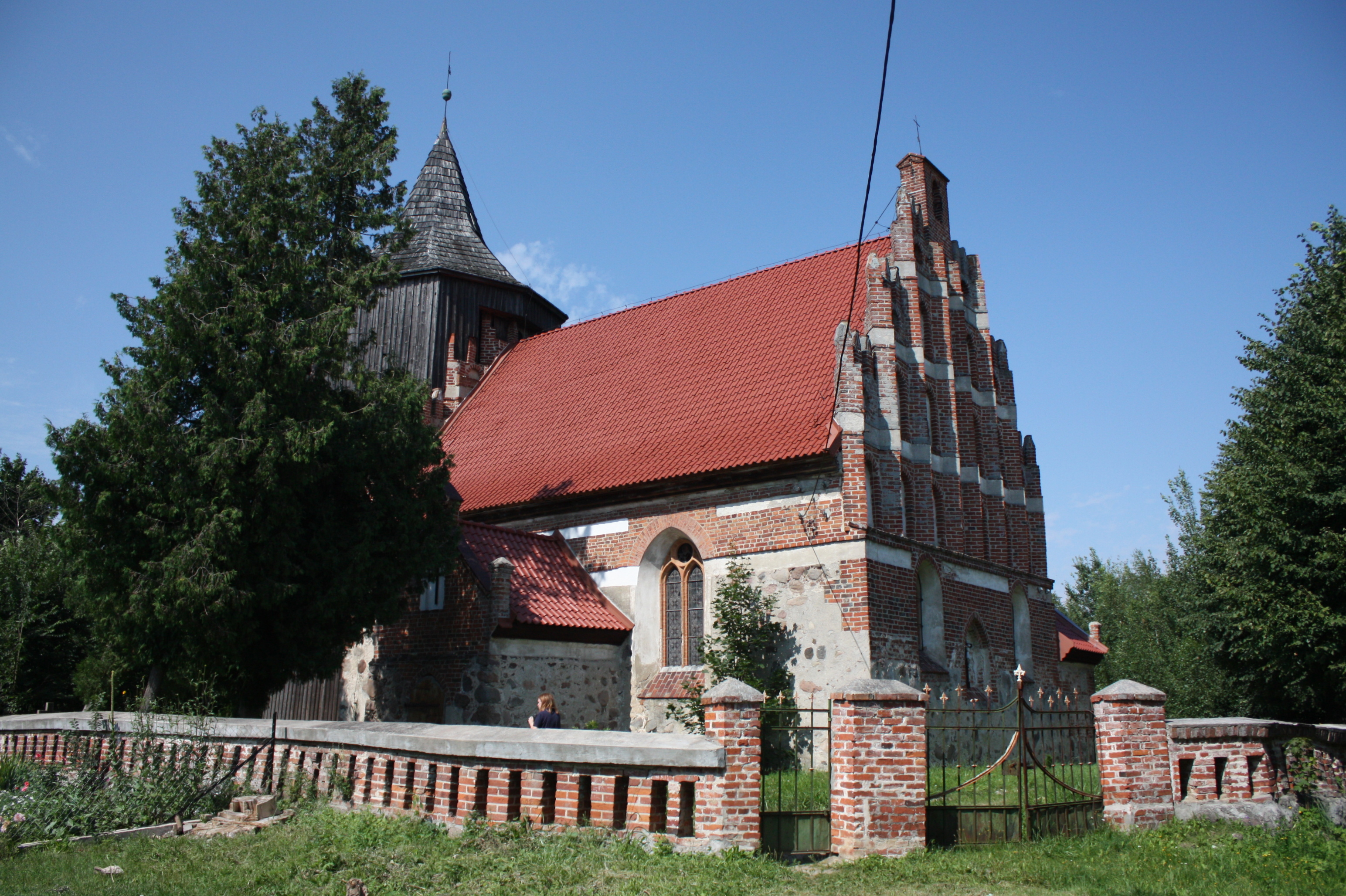
Gotische Kerk van het Heilige Kruis

Sułowo (Duits: Schulen) is een dorp in het Poolse woiwodschap Ermland-Mazurië, in het district Bartoszycki. De plaats maakt deel uit van de gemeente Bisztynek. In 2011 woonden er 159 mensen.

## Geschiedenis
Het dorp is in 1335 gesticht door bisschop Herman van Praag. De gotische kerk werd gebouwd in de jaren 1380-1400, de houten toren in  1700. In de 19e eeuw werd de kerk gerenoveerd. Het interieurontwerp dateert uit de 18e eeuw..
Na de tweedeling van de Duitse Ordestaat met de Tweede Vrede van Thorn in 1466 viel het dorp onder het vorstendom Ermland, dat zich onder de Poolse kroon stelde. Met de eerste Poolse deling van 1772 kwam Schulen onder Koninkrijk Pruisen.
In 1945 behoorde Schulen tot het toenmalige district Heilsberg in het Regierungsbezirk Koningsbergen, in de provincie Oost-Pruisen van het Duitse Rijk. Tegen het einde van de Tweede Wereldoorlog werd het gebied bezet door het Rode Leger, waarna het gebied onderdeel werd van Polen.

## Sport en recreatie
- Door deze plaats loopt de Europese wandelroute E11. De E11 loopt van Den Haag naar het oosten, op dit moment de grens Polen/Litouwen. Ter plaatse komt de route van het westen van Kiwity en vervolgt in oostelijke richting naar Bisztynek.